# 2005-ös Formula–1 belga nagydíj
A belga nagydíj volt a 2005-ös Formula–1 világbajnokság tizenhatodik futama, amelyet 2005. szeptember 11-én rendeztek meg a belga Circuit de Spa-Francorchamps-on, Spában.

## Időmérő edzés
Montoya szerezte meg a pole-t Räikkönen előtt, Fisichella motorcsere miatti 10 helyes rajtbüntetését követően a 13. helyről indult.
| Helyezés | Versenyző             | Csapat/Motor      | Idő      | Különbség |
| -------- | --------------------- | ----------------- | -------- | --------- |
| 1        | Juan Pablo Montoya    | McLaren-Mercedes  | 1:46.391 | –         |
| 2        | Kimi Räikkönen        | McLaren-Mercedes  | 1:46.440 | + 0.049   |
| 3        | Giancarlo Fisichella* | Renault           | 1:46.497 | + 0.106   |
| 4        | Jarno Trulli          | Toyota            | 1:46.596 | + 0.205   |
| 5        | Fernando Alonso       | Renault           | 1:46.760 | + 0.369   |
| 6        | Ralf Schumacher       | Toyota            | 1:47.401 | + 1.010   |
| 7        | Michael Schumacher    | Ferrari           | 1:47.476 | + 1.085   |
| 8        | Felipe Massa          | Sauber-Petronas   | 1:47.867 | + 1.476   |
| 9        | Jenson Button         | BAR-Honda         | 1:47.978 | + 1.587   |
| 10       | Mark Webber           | Williams-BMW      | 1:48.071 | + 1.680   |
| 11       | Szató Takuma          | BAR-Honda         | 1:48.353 | + 1.962   |
| 12       | David Coulthard       | Red Bull-Cosworth | 1:48.508 | + 2.117   |
| 13       | Rubens Barrichello    | Ferrari           | 1:48.550 | + 2.159   |
| 14       | Jacques Villeneuve    | Sauber-Petronas   | 1:48.889 | + 2.498   |
| 15       | Antônio Pizzonia      | Williams-BMW      | 1:48.898 | + 2.507   |
| 16       | Christian Klien       | Red Bull-Cosworth | 1:48.994 | + 2.603   |
| 17       | Robert Doornbos       | Minardi-Cosworth  | 1:49.779 | + 3.388   |
| 18       | Christijan Albers     | Minardi-Cosworth  | 1:49.842 | + 3.451   |
| 19       | Tiago Monteiro        | Jordan-Toyota     | 1:51.498 | + 5.107   |
| 20       | Narain Karthikeyan    | Jordan-Toyota     | 1:51.675 | + 5.284   |

* Giancarlo Fisichella tízhelyes rajtbüntetést kapott motorcsere miatt, így a tizenharmadik rajtkockából kezdhette meg a versenyt.

## Futam
A futam nedves aszfalton indult, amely később felszáradt. Räikkönen felzárkózott Montoyára, majd a kolumbiai második boxkiállása után 7 másodperccel elé ért vissza. A két McLaren magabiztosan haladt az élen, amikor Montoya 4 körrel a leintés előtt Pizzoniát körözte le, és összeütköztek. A második helyre így Alonso, a harmadikra Jenson Button jött fel. Fisichella nagy balesetet szenvedett az Eau Rouge kanyarban, ami miatt a biztonsági autónak be kellett jönnie. Michael Schumacher és Szató Takuma a 13. körben összeütközött, mindketten kiestek emiatt. A leggyorsabb kört Ralf Schumacher autózta 1:51,453-mal.
| Helyezés | Rajtszám | Versenyző            | Csapat/Motor      | Futott kör | Idő/Kiesés oka    | Rajthely | Pont |
| -------- | -------- | -------------------- | ----------------- | ---------- | ----------------- | -------- | ---- |
| 1        | 9        | Kimi Räikkönen       | McLaren-Mercedes  | 44         | 1h30:01.295       | 2        | 10   |
| 2        | 5        | Fernando Alonso      | Renault           | 44         | + 28.394          | 4        | 8    |
| 3        | 3        | Jenson Button        | BAR-Honda         | 44         | + 32.077          | 8        | 6    |
| 4        | 7        | Mark Webber          | Williams-BMW      | 44         | + 1:09.167        | 9        | 5    |
| 5        | 2        | Rubens Barrichello   | Ferrari           | 44         | + 1:18.136        | 12       | 4    |
| 6        | 11       | Jacques Villeneuve   | Sauber-Petronas   | 44         | + 1:27.435        | 14       | 3    |
| 7        | 17       | Ralf Schumacher      | Toyota            | 44         | + 1:27.576        | 5        | 2    |
| 8        | 18       | Tiago Monteiro       | Jordan-Toyota     | 43         | +1 Kör            | 19       | 1    |
| 9        | 15       | Christian Klien      | Red Bull-Cosworth | 43         | + 1 kör           | 16       |      |
| 10       | 12       | Felipe Massa         | Sauber-Petronas   | 43         | + 1 kör           | 7        |      |
| 11       | 19       | Narain Karthikeyan   | Jordan-Toyota     | 43         | + 1 kör           | 20       |      |
| 12       | 21       | Christijan Albers    | Minardi-Cosworth  | 42         | + 2 kör           | 18       |      |
| 13       | 20       | Robert Doornbos      | Minardi-Cosworth  | 41         | + 3 kör           | 17       |      |
| 14       | 10       | Juan Pablo Montoya   | McLaren-Mercedes  | 40         | + 4 kör (Ütközés) | 1        |      |
| 15       | 8        | Antônio Pizzonia     | Williams-BMW      | 39         | + 5 kör (Ütközés) | 15       |      |
| Ki       | 16       | Jarno Trulli         | Toyota            | 34         | Baleset           | 3        |      |
| Ki       | 14       | David Coulthard      | Red Bull-Cosworth | 18         | Motorhiba         | 11       |      |
| Ki       | 1        | Michael Schumacher   | Ferrari           | 13         | Ütközés           | 6        |      |
| Ki       | 4        | Szató Takuma         | BAR-Honda         | 13         | Ütközés           | 10       |      |
| Ki       | 6        | Giancarlo Fisichella | Renault           | 10         | Baleset           | 13       |      |

## A világbajnokság élmezőnyének állása a verseny után
| H  | Versenyzők         | Pont | H  | Konstruktőrök    | Pont |
| -- | ------------------ | ---- | -- | ---------------- | ---- |
| 1. | Fernando Alonso    | 111  | 1. | Renault          | 152  |
| 2. | Kimi Räikkönen     | 86   | 2. | McLaren-Mercedes | 146  |
| 3. | Michael Schumacher | 55   | 3. | Ferrari          | 90   |
| 4. | Juan Pablo Montoya | 50   | 4. | Toyota           | 80   |
| 5. | Jarno Trulli       | 43   | 5. | Williams-BMW     | 59   |

## Statisztikák
Vezető helyen:
- Juan Pablo Montoya: 32 (1-32)
- Kimi Räikkönen: 12 (33-44)

Kimi Räikkönen 8. győzelme, Juan Pablo Montoya 13., egyben utolsó pole-pozíciója, Ralf Schumacher 8. leggyorsabb köre.
- McLaren 146. győzelme.